# Малый Убрень
 Малый Убрень  — деревня в Санчурском муниципальном округе Кировской области.

## География
Расположена на расстоянии примерно 12 км по прямой на восток-юго-восток от райцентра поселка Санчурск недалеко к северу от дороги Йошкар-Ола-Санчурск.

## История
Известна с 1873 года как Убрень малый, где было дворов 42 и жителей 319, в 1905 (уже Малый Убрень) 83 и 501, в 1926 95 и 388, в 1950 59 и 178, в 1989 оставалось 3 постоянных жителя. С 2006 по 2019 год входила в состав Шишовского сельского поселения.

## Население
Постоянное население составляло 3 человека (русские 100%) в 2002 году, 5 в 2010.